# Lý Thuấn Thần
Lý Thuấn Thần (Hanja: 李舜臣, Hangul: 이순신, Romanja: Yi Sun-sin, 8 tháng 3 năm 1545 – 19 tháng 11 năm 1598) là nhà quân sự, đô đốc thủy quân, danh tướng kháng Nhật của nhà Triều Tiên trong chiến tranh Nhật Bản – Triều Tiên (1592-1598).
Trong đời binh nghiệp của Lý Thuấn Thần, sử sách chép rằng ông đã tham gia chỉ huy ít nhất 23 trận thủy chiến chống lại giặc Oa (quân Nhật Bản). Trong phần lớn những trận chiến này, Lý Thuấn Thần đều bị quân địch áp đảo về lực lượng và thiếu quân nhu cần thiết. Tuy nhiên, ông vẫn giành được hết chiến thắng này đến chiến thắng khác. Chiến công lừng lẫy nhất của ông là trận Myeongnyang (Minh Lương), khi ấy dù tương quan lực lượng giữa hai bên là 333 tàu (133 tàu chiến, ít nhất 200 tàu hậu cần) của quân địch so với 13 tàu của quân Triều Tiên, quân của ông vẫn phá hủy hoặc vô hiệu hóa được 33 tàu chiến Nhật mà không mất một chiếc tàu nào. Lý Thuấn Thần bị đạn bắn trọng thương và qua đời trong trận Noryang (Lộ Lương) vào ngày 16 tháng 12 năm 1598, đây là trận khép lại cuộc chiến Nhâm Thìn.
Lý Thuấn Thần được tôn vinh là một trong những chỉ huy thủy quân vĩ đại nhất trong lịch sử. Người ta ca ngợi tầm nhìn chiến lược, trí thông minh, những sáng kiến và đức tính của ông. Tại bán đảo Triều Tiên, ông được coi là anh hùng dân tộc. Rất nhiều đài tưởng niệm, giải thưởng, thành phố được đặt theo tên ông, cũng như số lượng lớn phim ảnh và phim tài liệu tập trung khai thác những chiến công của ông.

## Gia đình
Gia đình Lý Thuấn Thần thuộc dòng họ Lý ở Deoksu Triều Tiên. Ông nội là Lý Bách Lộc (이백록; Yi Baek-rok; 李百祿) xin trí sĩ và rút khỏi chính trường sau khi nhà cải cách phái Tân Nho gia Triệu Quang Tổ (Jo Gwang-jo ) bị xử tử trong sự kiện Sĩ Họa lần thứ ba năm 1519. Ông chuyển đến sống ở một ngôi làng gần nơi chôn cất Triệu Quang Tổ.
Cha của Lý Thuấn Thần là Lý Trinh (이정, Yi Jeong, 李貞) cũng vỡ mộng với sự nghiệp chính trị và không tham gia việc triều chính như kỳ vọng thường thấy ở các gia đình quý tộc. Tuy nhiên, quan điểm thường gặp cho rằng Lý Thuấn Thần có thời tuổi thơ khó nhọc bởi mối liên hệ giữa gia đình ông với Triệu Quang Tổ (điều này được thể hiện trong bộ phim Immortal Admiral Yi Sun-sin của đài KBS) là không đúng sự thật.

## Tiểu sử
Lý Thuấn Thần chào đời ở Càn Xuyên Động (건천동 Geoncheon-dong; 乾川洞), kinh đô Hanseong (Hán Dương, nay là khu Inhyeon, quận Jung-gu, Seoul). Ông trải qua thời niên thiếu, trước khi đỗ kỳ thi võ, ở Asan. Đây là nơi họ hàng đằng mẹ ông sinh sống và hiện giờ có một đền thờ ông đặt tại đây.
Một trong những sự kiện quan trọng nhất thuở thiếu thời Lý Thuấn Thần là khi ông gặp gỡ, kết bằng hữu với Liễu Thành Long (류성룡; Ryu Seong-ryong ; 柳成龍; 1542–1607), một học giả ưu tú, người sẽ giữ chức Đô Thê Sát Sứ (도체찰사; Dochaechalsa; 都體察使) và là chỉ huy quân đội trong thời kỳ Nhật xâm lược Triều Tiên (1592-1598)
Khi còn là cậu bé, Lý Thuấn Thần thường chơi đánh trận giả với bạn bè gần nhà, qua đó ông đã sớm bộc lộ thiên tài chỉ huy và còn tự mình làm bộ cung tên.

## Binh nghiệp

### Thời kỳ đầu
Năm 1576, Lý Thuấn Thần đỗ kỳ thi võ (무과; 武科, Võ khoa). Người ta nói rằng ông đã gây ấn tượng với giám khảo nhờ tài cung thuật, nhưng do gãy chân trong lúc đang thi kỵ mã, ông bị đánh trượt. Sau đó ông ghi danh thi lại và đăng khoa, ông được điều tới quân khu Bukbyeong (lực lượng quân đội ở biên thùy phương Bắc), đạo Hamgyeong. Ở tuổi ba mươi hai, ông là vị trí huy cấp thấp già nhất tại Bukbyeong. Tại đây, Lý Thuấn Thần tham gia các trận chiến bảo vệ làng mạc biên giới khỏi quân cướp bóc người Nữ Chân và nhanh chóng nổi tiếng với tài lãnh đạo và kỹ năng chiến lược.
Năm 1583, Lý Thuấn Thần dụ quân Nữ Chân tham chiến rồi đánh tan tác lũ giặc cướp bóc này, bắt được cả viên thủ lĩnh Mu Pai Nai. Được tin thân phụ qua đời, Lý Thuấn Thần tạm rời quân ngũ để trang thân phụ trong ba năm, theo đúng phong tục thời bấy giờ. Ba năm sau, ông quay trở lại chiến tuyến và dẫn dắt một chuỗi chiến dịch chống quân Nữ Chân tới thắng lợi.
Dẫu vậy, chính tài năng và những thành công sớm nở rộ trong sự nghiệp đã khiến thượng cấp của ông đố ký, họ cố tình gán cho ông tội trốn chạy khỏi trận chiến. Người bày ra âm mưu này là tướng Lý Dật (이일; 李鎰; Yi Il, 1538–1601), người về sau thất bại trong việc đẩy lùi cuộc xâm lược của quân Nhật ở trận Sangju (Thượng Châu). Thủ đoạn phá ngầm và quy tội giả cho đối thủ là việc thường xuyên xảy ra trong những năm sau đó ở triều đình và quân đội Triều Tiên. Lý Thuấn Thần bị bước cấp bậc, bị tống vào ngục thất và chịu tra tấn. Khi được thả, Lý Thuấn Thần được phép tham chiến với tư cách là lính nghĩa vụ. Một thời gian ngắn sau đó, ông được bổ nhiệm làm chỉ huy Hunryeonwon (một trung tâm luyện binh) ở Hanseong, rồi được thuyên chuyển về một địa phương nhỏ làm quan án trong quân đội.
Nỗ lực của Lý Thuấn Thần ở biên thùy phương Bắc được đền đáp xứng đáng khi ông được bổ làm tướng chỉ huy quân khu thủy quân Tả của đạo Jeolla  (전라 좌도; 全羅左道; Toàn La Tả Đạo). Chỉ trong vòng vài tháng cuối năm 1590, ông liên tiếp bốn lần nhận bổ nhiệm vào các vị trí trong quân đội, càng về sau càng nắm giữ trách nhiệm cao hơn, đó là: Chỉ huy doanh trại Kosarijin ở đạo Pyeongan (Bình An đạo); Chỉ huy doanh trại Manpo cũng ở đạo Pyeongan; Chỉ huy doanh trại Wando ở đạo Jeolla (Toàn La đạo), và cuối cùng là Chỉ huy Quân khu thủy quân Jeolla Tả.
Triều đình hiện đang rối loạn trước khả năng xảy ra cuộc chiến với Nhật Bản, sau khi nước này thống nhất dưới quyền cai trị của Toyotomi Hideyoshi, đồng thời còn cả tình trạng bất ổn ở Mãn Châu khi một thủ lĩnh Nữ Chân trẻ tuổi tên là Nurhaci (Nỗ Nhĩ Cáp Xích) đang thu gom quyền lực. Hậu duệ của nhân vật này sẽ sáng lập nên nhà Thanh và trở thành chủ nhân của Trung Hoa trong vòng vài thập niên tới, sau khi xâm lược Triều Tiên năm 1627 và 1637.
Lý Thuấn Thần nhậm chức vị mới tại Yeosu vào ngày 13 tháng 2 Âm lịch năm 1591 (tức 13 tháng 3 năm 1591). Từ đây, ông có điều kiện xây dựng lực lượng thủy quân khu vực để sau này đối đầu với quân Nhật. Ông bắt đầu củng cố lực lượng thủy quân của đạo Jeolla thông qua các cuộc cải cách, trong đó có xây dựng thuyền mai rùa.

### Nhật xâm lược Triều Tiên (1592–1598)
Lý Thuấn Thần được người đời tưởng nhớ vì vô số chiến thắng trước quân Nhật trong lần Nhật xâm lược Triều Tiên (1592-1598). Trong số hai mươi ba chiến thắng, trận Myeongnyang và trận chiến đảo Hansan là lẫy lừng nhất. 

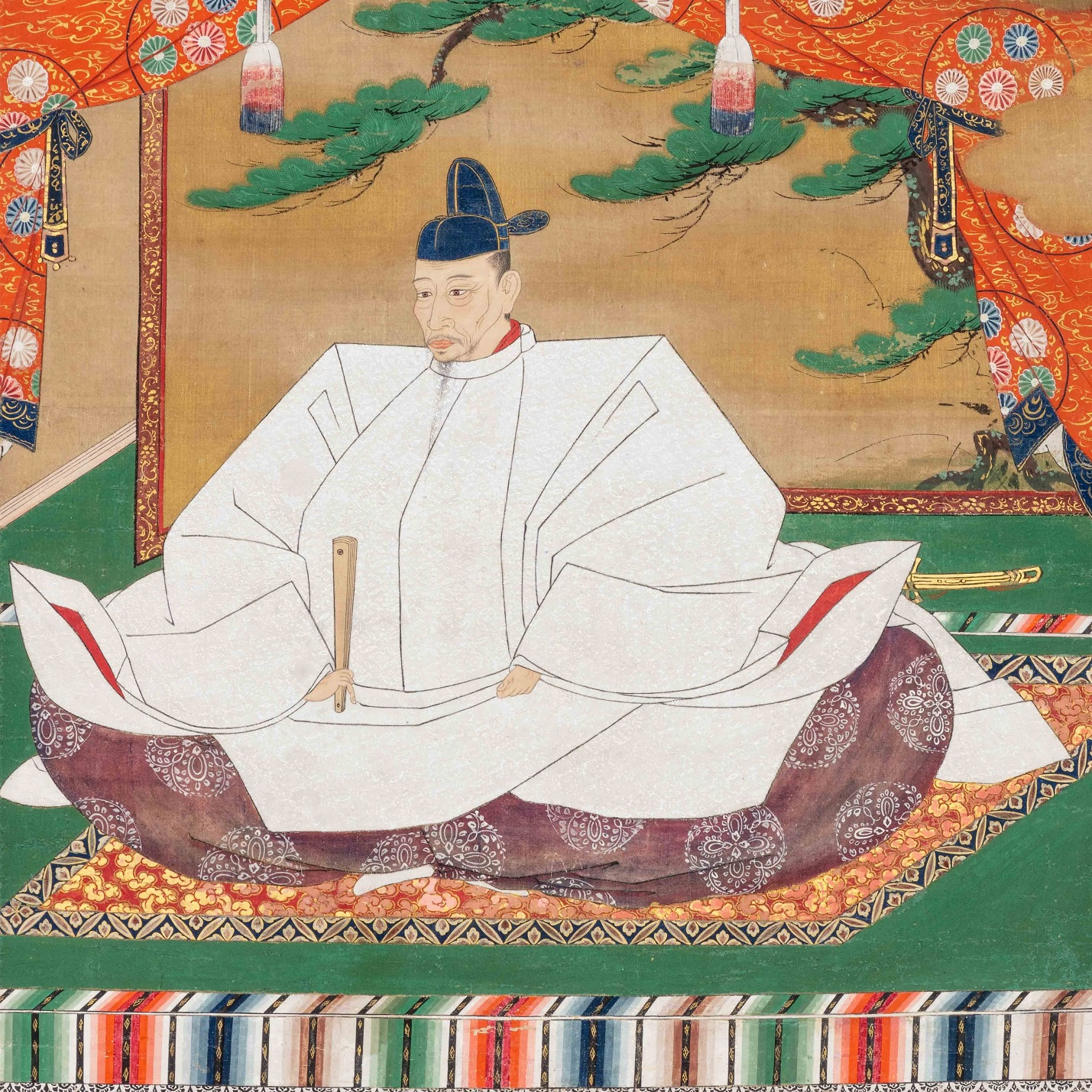
Lãnh chúa Toyotomi Hideyoshi, người có công thống nhất Nhật Bản.

Năm 1592, Toyotomi Hideyoshi ra lệnh tấn công Triều Tiên và biến nơi đây thành bàn đạp để xâm lược Minh Quốc. Sau khi Nhật tấn công Busan, từ chỉ huy sở đặt tại Yeosu, Lý Thuấn Thần bắt đầu triển khai các chiến dịch thủy quân. Cho dù chưa từng chỉ huy trận thủy chiến nào trước đó, ông vẫn nhanh chóng giành chiến thắng trong trận Okpo, trận Sacheon và liên tiếp thắng một số trận khác. Chuỗi thắng lợi này khiến tướng lĩnh Nhật phải e dè trước mối đe dọa trên biển.
Hideyoshi nhận ra rằng cần phải kiểm soát được tất cả các vùng biển trong cuộc xâm lược này. Sau khi không thuê được hai chiến hạm galleon của Bồ Đào Nha, ông cho tăng số lượng tàu chiến lên con số 1700, tự tin rằng ông có thể áp chế thủy quân Triều Tiên bằng ưu thế về số lượng.
Có rất nhiều lý do giải thích việc Lý Thuấn Thần thành công chống lại hạm đội Nhật. Ông đã chuẩn bị cho chiến tranh qua việc kiểm tra tình trạng quân sĩ, quân lương và quân nhu, sẵn sàng thay thế nếu cần thiết. Cũng trong kế hoạch chuẩn bị ấy, Lý Thuấn Thần cho đóng thuyền mai rùa, một trong những yếu tố quan trọng trong các chiến thắng sau này. Ông cũng nhận được rất nhiều thông tin về vùng duyên hải phía Nam Triều Tiên, ông dùng kiến thức về thủy triều và eo biển hẹp để hoạch định các trận chiến.
Lý Thuấn Thần là chỉ huy có sức hiệu triệu lòng người, ông có thể giữ vững nhuệ khí của quân sĩ cho dù lâm vào cảnh thiếu thốn quân nhu, lương thực và nhận được những tin tức về vô số thất bại của Triều Tiên trên chiến trường đất liền. Một số tài liệu chép rằng Lý Thuấn Thần còn đáp ứng nguyện vọng lúc lâm chung của nhiều binh sĩ. Ông đã thể hiện lòng trung nghĩa với mọi người thông qua cách đối xử tôn trọng và sẵn sàng xông pha cùng anh em binh sĩ ngay cả trong những phút nguy nan.
Lúc bấy giờ, kết cấu của tàu chiến panokseon (bản ốc thuyền) mạnh hơn tàu Nhật. Panokseon có phần thân vững chắc hơn và có thể mang 20 khẩu pháo, so với 4 khẩu trên tàu Nhật. Pháo lắp trên tàu Nhật cũng thua pháo Triều Tiên về cả tầm bắn lẫn sức công phá. Thêm vào đó, Lý đô đốc là chiến lược gia thủy quân đại tài. Chiến thuật mạnh nhất của quân Nhật chỉ là đổ bộ lên tàu địch và nhảy vào đánh giáp lá cà.

### Bốn chiến dịch năm 1592
Lực lượng xâm lược Nhật Bản đã đổ bộ vào Busan và Dadaejin, hai cảng thị ở cực Nam Triều Tiên. Quân Nhật, do không gặp phải bất kỳ kháng cự nào trên biển, đã nhanh chóng chiếm được những vùng cảng này và bắt đầu tấn công chớp nhoáng lên phía Bắc. Ngày 2 tháng 5 năm 1592, họ tới được Seoul chỉ sau mười chín ngày hành quân, vì năng lực của quân đội Triều Tiên quá kém cỏi, đặc biệt thể hiện trong trận Sangju (Thượng Châu) và thất bại trong việc bảo vệ đèo Joryeong (Văn Khánh). 
Sau khi chiếm được Hanseong và Pyongyang, quân Nhật vạch kế hoạch băng qua sông Áp Lục tiến vào lãnh thổ Trung Hoa và sử dụng sử dụng vùng biển phía Tây bán đảo Triều Tiên làm con đường tiếp tế cho cuộc xâm lược. Tuy nhiên, Lý Thuấn Thần đã nắm trong tay mọi động tĩnh của quân địch.

#### Chiến dịch đầu tiên (Trận Okpo-Ngọc Phố) năm 1592
Trong thời gian thao luyện tại trường võ, Lý Thuấn Thần chưa bao giờ chính thức tìm hiểu về chiến trường trên biển. Trước khi Nhật mở cuộc xâm lược, ông cũng như thuộc hạ, không có kinh nghiệm gì về thủy chiến cả.
Vào ngày 13 tháng 6 năm 1592, đô đốc Lý Thuấn Thần và đô đốc Lý Ức Kỳ (이억기; Yi Eok-gi; 1561–1597), chỉ huy thủy quân Jeolla cánh hữu, ra khơi với 24 tàu Panokseon, 15 thuyền mai rùa cỡ nhỏ và 46 thuyền con (đó là thuyền đánh cá) và đến được vùng biển của đạo Gyeongsang lúc hoàng hôn. Ngày hôm sau, hạm đội Jeolla lên đường tới địa điểm được định sẵn để gặp đô đốc Nguyên Quân (원균; Won Gyun; 1540–1597), cuộc gặp diễn ra ngày 15 tháng 6. Đội tàu với số lượng lên tới con số 91 bắt đầu đi vòng qua đảo Geoje hướng về phía đảo Gadeok, nhưng tàu trinh sát đã phát hiện 50 tàu Nhật ở cảng Okpo.
Ngay khi trông thấy đội tàu Triều Tiên đang tiến lại gần, một số binh lính Nhật đang mải cướp bóc liền vội vàng quay trở lại tàu và dong buồm bỏ chạy. Đội tàu Triều Tiên ngay lập tức bao vây số tàu Nhật này và nghiền nát chúng bằng đạn pháo. Đêm đó, Triều Tiên cũng phát hiện thêm năm tàu Nhật nữa và tiến hành phá hủy được bốn tàu. Hôm sau, Triều Tiên tiếp cận 13 tàu Nhật ở Jeokjinpo theo tin tình báo. Dùng đúng chiến thuật trước đó ở Okpo, hạm đội Triều Tiên đánh phá được 11 tàu Nhật, kết thúc trận Okpo mà không mất một tàu nào.

#### Chiến dịch thứ hai (Trận Sacheon-Tứ Xuyên) năm 1592
Ba tuần sau trận Okpo, đô đốc Lý Thuấn Thần và đô đốc Nguyên Quân dẫn tổng cộng 26 tàu chiến (23 tàu dưới quyền Lý tướng quân) đi đến vịnh Sacheon sau khi nhận được tin báo quân Nhật xuất hiện tại đó. Lý Thuấn Thần lệnh cho hạm đội giả vờ rút lui, khiến cho đội tàu 12 chiếc của Nhật hăm hở đuổi theo. Dụ được quân Nhật ra xa vùng hải cảng an toàn, thủy quân Triều Tiên quay lại tấn công. Dưới sự dẫn dắt của thuyền mai rùa, quân Triều Tiên đã phá hủy toàn bộ 12 tàu Nhật. Tướng Lý Thuấn Thần bị bắn vào vai trái nhưng vẫn bảo toàn tính mạng.
Vào ngày 10 tháng 7 năm 1592, hạm đội Triều Tiên đã tiêu diệt được 21 tàu Nhật trong trận Dangpo (Đường Phố). Ngày 13 tháng 7, họ tiếp tục diệt được 26 tàu Nhật trong trận Danghangpo (Đường Hạng Phố).

#### Chiến dịch thứ ba (Trận chiến đảo Hansan-Nhàn Sơn) năm 1592

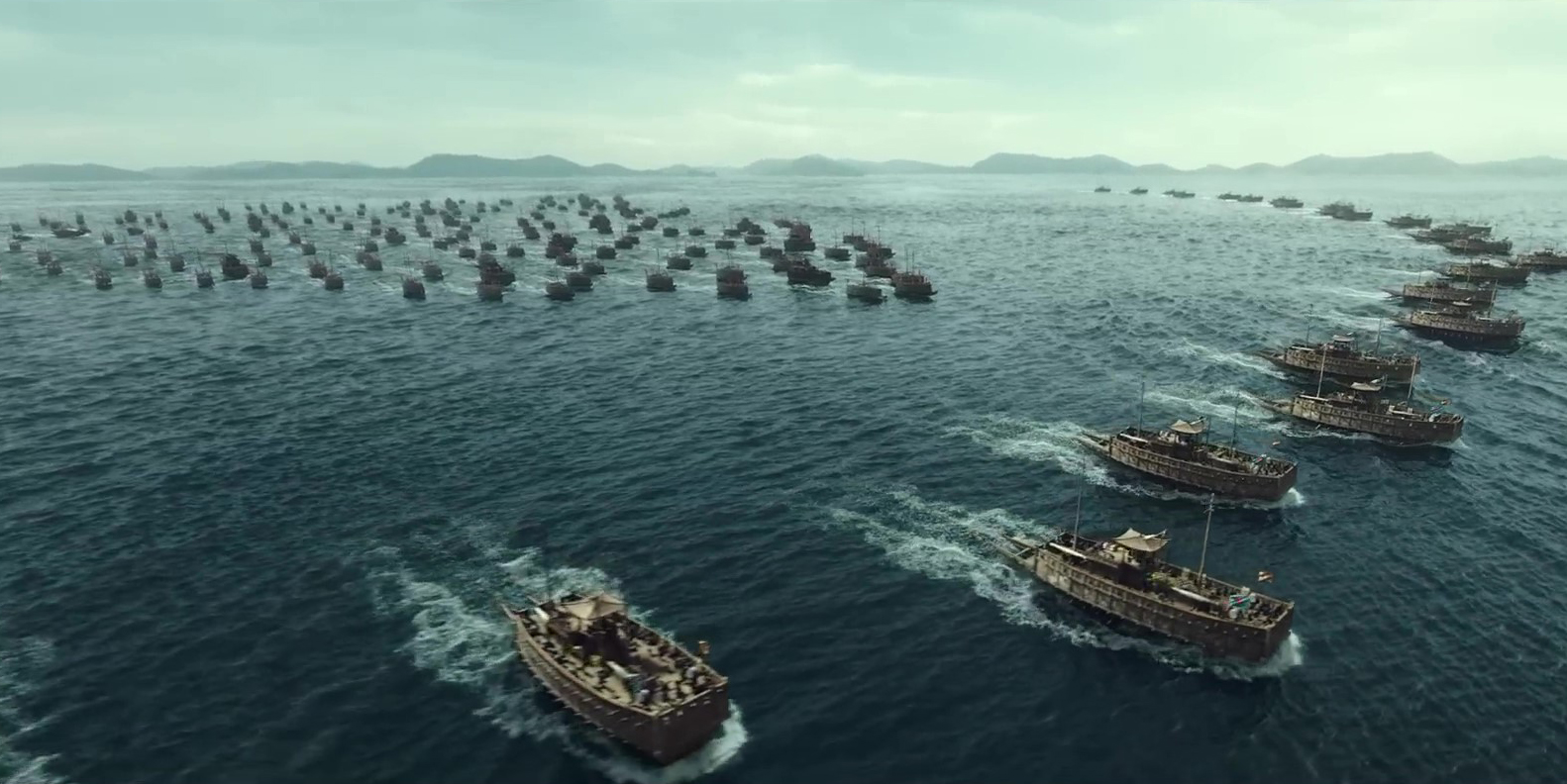
Trân chiến đảo Hansan được tái hiện trong phim điện ảnh Hansan: Rising Dragon (2022)

Trước những thành công của thủy quân Triều Tiên, Toyotomi Hideyoshi cho triệu ba đô đốc đang thực thi các nhiệm vụ trên đất liền: Wakizaka Yasuharu, Kato Yoshiaki, và Kuki Yoshitaka. Họ là những người chịu trách nhiệm về thủy quân trong toàn bộ cuộc chiến tranh xâm lược của Nhật Bản. Tuy nhiên, ba đô đốc này đã tới Busan chín ngày trước khi Hideyoshi ra lệnh gọi vào chầu. Họ tập hợp một đội tàu để ngăn chặn thủy quân Triều Tiên. Cuối cùng, tướng Wakizawa hoàn tất công tác chuẩn bị.  Nóng lòng giành vinh quang chiến thắng, ông phát lệnh tấn công quân Triều Tiên mà không đợi các tướng lĩnh khác chuẩn bị sẵn sàng.
Tổng cộng 70 tàu chiến của lực lượng thủy quân Triều Tiên dưới quyền chỉ huy của hai đô đốc Lý Thuấn Thần và Lý Ức Kỳ (이억기, Yi Eokgi, 李億祺) đang thực hiện hoạt động tìm diệt tàu địch bởi vì quân Nhật trên bộ đang tiến về phía đạo Jeolla. Đạo Jeolla là lãnh thổ duy nhất của Triều Tiên chưa bị hoạt động quân sự lớn nào tác động, vì thế nơi đây được dùng làm đại bản doanh cho ba đô đốc và căn cứ cho lực lượng thủy quân duy nhất còn đang hoạt động. Các đô đốc coi đây là nơi thuận lợi nhất để tiêu diệt lực lượng tiếp ứng đường biển của quân Nhật, qua đó giảm sức mạnh của quân bộ binh địch.
Vào ngày 13 tháng 8 năm 1592, quân Triều Tiên khởi hành từ đảo Miruk ở Dangpo nhận được tin tình báo rằng một hạm đội Nhật lớn xuất hiện gần đó. Sáng hôm sau, hạm đội Triều Tiên phát hiện đội tàu 82 chiếc của quân Nhật đang thả neo ở eo biển Gyeonnaeryang. Do độ hẹp của eo biển cùng với mối nguy hiểm của đá ngầm, Lý Thuấn Thần phái sáu tàu đi nhử 63 tàu Nhật đi vào vùng biển rộng rãi hơn. Tại đó, hạm đội Nhật bị Triều Tiên bao vây bằng đội hình bán nguyệt gọi là "cánh hạc" (학익진) do Lý đô đốc sáng tạo ra. Ít nhất ba thuyền mai rùa (hai thuyền mới đóng) ầm ầm đâm vào các tàu Nhật, còn hạm đội Triều Tiên nhả hết loạt đạn pháo này đến loạt đạn pháo khác vào đội hình quân Nhật. Sau đó tàu Triều Tiên lao vào trận chiến đánh tự do với tàu Nhật, nhưng vẫn duy trì khoảng cách đủ xa để ngăn quân Nhật ào sang. Lý đô đốc chỉ cho đánh giáp lá cà với những tàu Nhật bị hư hại rất nặng.
Trận chiến kết thúc với chiến thắng của Triều Tiên. Trong trận chiến đảo Hansan, quân Nhật mất 59 tàu, trong đó 47 tàu bị phá hủy và 12 tàu rơi vào tay địch thủ. Một số tù binh chiến tranh Triều Tiên đã được lính Triều Tiên giải cứu. Đô đốc Wakisaka chạy thoát nhờ kỳ hạm của ông ta chạy nhanh. Nghe tin thất trận ở Hansan, Toyotomi Hideyoshi ra lệnh cho quân Nhật dừng mọi hoạt động trên biển lại.
Vào ngày 16 tháng 8 năm 1592, Lý Thuấn Thần dẫn hạm đội tới cảng Angolpo (An Cô Phố), nơi 42 tàu Nhật đang neo đậu. Tại trận Angolpo, thủy quân Nhật không dám điều tàu ra ứng chiến vì sợ bị dụ vào bẫy. Quân Triều Tiên bèn pháo kích hạm đội Nhật trong nhiều giờ liền cho tới khi quân Nhật buộc phải chạy khỏi cảng.

#### Chiến dịch thứ tư (Trận Busanpo-Phủ Sơn Phố) năm 1592
Tháng 9 năm 1592, Lý Thuấn Thần rời căn cứ trên đảo Hansan để tấn công hạm đội Nhật trú tại cảng Busan. Trong trận này, quân Nhật đại bại và mất hơn 100 tàu chiến, đồng thời mất quyền kiểm soát các tất cả các vùng biển quanh Triều Tiên.

##### Kết quả sau bốn chiến dịch năm 1592
Lý Thuấn Thần giành chiến thắng tất cả các trận chiến đơn lẻ (ít nhất 15 trận) trong bốn chiến dịch năm 1592. Các chiến dịch này đã đánh chìm hàng trăm tàu chiến, tàu vận tải, tàu chở hàng tiếp tế của quân đội Nhật, và gây ra hàng nghìn thương vong cho quân Nhật.
Năm 1593, đô đốc Lý Thuấn Thần được bổ nhiệm làm Tam đạo thủy quân thống chế sứ (삼도수군통제사; 三道水軍統制使) - tổng chỉ huy lực lượng thủy quân của ba đạo miền Nam. Cụ thể là lực lượng thủy quân cánh hữu và cánh tả của đạo Jeolla; thủy quân cánh hữu và cánh tả của đạo Gyeongsang và thủy quân đạo Chungcheong.

### Thuyền mai rùa

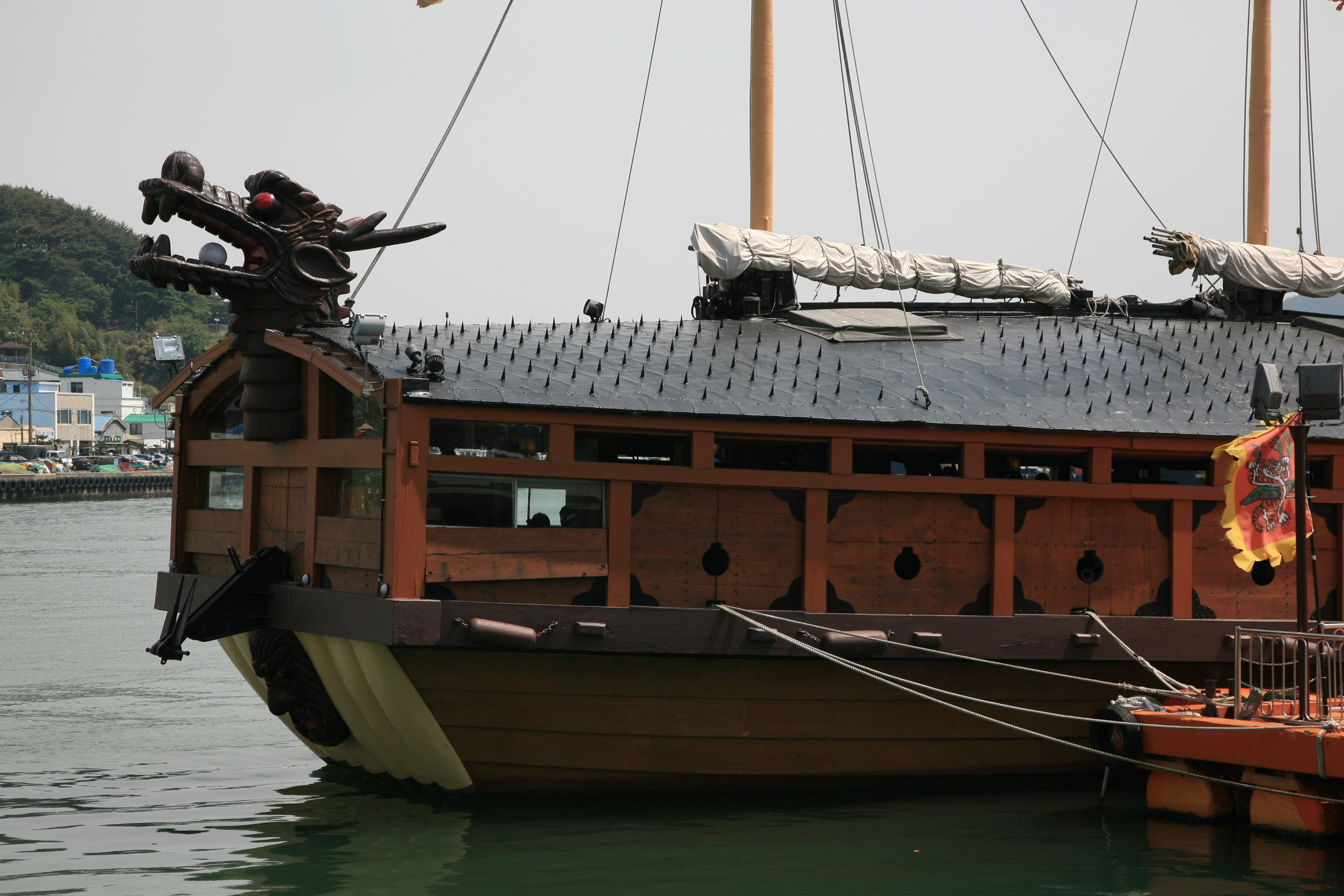
Mô hình thuyền mai rùa được phục chế.

Một trong những thành tựu vĩ đại nhất của Lý Thuấn Thần là phục hồi và cải tiến thuyền rùa (Tiếng Hàn: 거선; Hán tự: 龜船, Quy thuyền). Với óc sáng tạo và sự hỗ trợ của thuộc hạ, Lý Thuấn Thần đã chế tạo được geobukseon, (Tiếng Hàn: 거북선; Hán tự: 龜背船; Hán Việt: Quy bối thuyền, Thuyền mai rùa). Trái với quan niệm phổ biến, thuyền mai rùa không phải do Lý đô đốc phát minh ra, mà ông chỉ cải tiến một thiết kế cũ được đề ra từ thời vua Thái Tông.
Phiên bản thuyền mai rùa của Lý Thuấn Thần đặt 11 khẩu pháo ở hai bên tàu, ở mũi tàu và đuôi tàu đặt hai khẩu. Mũi tàu lắp tượng rồng, trong đó chứa thêm 4 khẩu pháo nữa. Mấy khẩu pháo ở tượng rồng có thể tạo ra màn khói mù mịt, kết hợp với dáng vẻ hung tợn của tàu, sẽ trở thành đòn chiến tranh tâm lý đánh vào kẻ địch. Các bên thân tàu trổ ra các lỗ châu mai nhỏ, quân lính bên trong có thể phóng tên, nhả đạn hoặc bắn pháo cối qua đó. Mái che được phủ ván và gắn chông. Mục đích của việc cắm chông nhọn là ngăn cản quân địch nhảy sang chiếm tàu. Tàu Nhật lớn hơn và cao hơn thuyền mai rùa, do đó chông nhọn sẽ khiến lính Nhật sợ không dám nhảy xuống mái. Từ mái tàu dựng lên hai cột gỗ dùng để căng hai cánh buồm lớn. Thuyền mai rùa được điều khiển và di chuyển thông qua hai mươi mái chèo, mỗi mái do hai người đảm nhận trong điều kiện bình thường và năm người đảm nhận trong tình trạng biển động hoặc khi giao chiến.
Người ta vẫn còn tiếp tục tranh luận xem thuyền mai rùa có hai hay ba sàn tàu; giới sử gia chưa đưa ra được câu trả lời chắc chắn. Dù con số là bao nhiêu thì một điều chắc chắn là thuyền mai rùa có nhiều sàn tàu để tách khoang chèo tàu ra khỏi khoang giao chiến. Thiết kế này giúp thuyền mai rùa có khả năng cơ động cao, vì sử dụng cả sức gió lẫn sức người cùng lúc. Hầu hết mọi người tin rằng thuyền mai rùa có hai sàn, luận ra từ thiết kế thứ nhất và thứ hai của thuyền mai rùa. Một số sử gia lại cho rằng Lý Thuấn Thần là một người độc nhất vô nhị, thường theo đuổi những ý tưởng cách tân (trái ngược với lối tư duy rập khuôn của người cùng thời), thế nên có khả năng ông cho đóng thuyền mai rùa với ba sàn. Chúng ta cũng biết rằng chiếc kỳ hạm của ông, một con tàu panokseon, có ba sàn. Đây là chứng cứ ủng hộ quan điểm cho rằng thuyền mai rùa có ba sàn.
Thuyền mai rùa là bộ phận nổi danh nhất trong hạm đội của Lý Thuấn Thần. Tuy nhiên, ông không bao giờ cho triển khai nhiều hơn năm thuyền mai rùa trong một trận chiến. Quân Triều Tiên dùng pháo binh làm vũ khí thủy quân chủ chốt. Trong lịch sử, họ sử dụng pháo và súng để đánh hải tặc Oa Khấu (Nhật Bản) ngay từ thập niên 1390. Triều Tiên không dùng chiến thuật đổ quân chiếm tàu như quân Nhật, vì vậy họ cần phải hết sức giữ khoảng cách với tàu Nhật. Chiến thuật của đô đốc Lý Thuấn Thần là tránh đánh giáp lá cà, vì đây là món mà quân Nhật cực kỳ thành thạo. Thuyền mai rùa ra đời cũng nhằm hỗ trợ chiến thuật chống hạm đội Nhật của Lý đô đốc.
Thuyền mai rùa lần đầu tiên xuất hiện trong trận Sacheon (1592) và tiếp tục xuất chiến trong gần như mọi trận đánh cho tới khi bị phá hết trong trận Chilchonryang. Khi đó, quân Nhật bày ra kế hoạch gián điệp hai mang và thành công phá hủy tất cả thuyền mai rùa cũng như nhiều tàu chiến khác, chỉ có 13 chiếc panokseon là thoát nạn. Từ đó mãi tới trận Noryang, thuyền mai rùa mới tái xuất.
Thuyền mai rùa chủ yếu được sử dụng làm mũi nhọn xung kích. Loại thuyền này hoạt động hiệu quả nhất tại vùng nước chật hẹp và quanh đảo chứ không phải ở vùng biển rộng.

### Kế hoạch gián điệp hai mang
Trước việc Lý Thuấn Thần thắng hết trận này đến trận khác, Hideyoshi và các tướng lĩnh chỉ huy cảm thấy lo lắng khi tới gần Busan. Lý Thuấn Thần không ngừng tấn công và cản trở con đường thủy vận chở lương thực, khí giới và quân tiếp viện cho quân Nhật Bản. Kế hoạch tấn công Pyongyang sắp sửa diễn ra thì phải dừng lại vì quân nhu và binh lính không tập trung được ở cánh quân 1 và cánh quân 2.
Hideyoshi nhanh chóng thực hiện những thay đổi. Ở Busan, tàu chiến Nhật được gia cố và tàu chiến cỡ lớn được lắp thêm pháo. Hạm đội tập kết ngay cạnh hệ thống phòng thủ của hải cảng, gồm các khẩu pháo hạng nặng của xưởng vũ khí được bố trí trên bờ biển. Nhưng trên hết, quân Nhật biết rằng để xâm lược được Triều Tiên, cần phải trừ khử Lý Thuấn Thần. Nếu ông ta còn nắm cương vị chỉ huy thủy binh, thì sẽ không một tàu Nhật nào an toàn cả.
Lợi dụng những xung đột trong nội bộ triều đình Triều Tiên, phía Nhật vạch ra một kế hoạch. Họ cử một gián điệp tên là Yoshira (要時羅, Yêu Thời La) lần tới chỗ tướng quân Kim Cảnh Thụy (김경서; Kim Gyeong-seo; 金景瑞; 1564–1624) và tìm cách thuyết phục viên tướng này tin rằng Yoshira sẽ làm gián điệp, giúp Triều Tiên thám tính tình hình quân Nhật. Yoshira tiếp tục giữ vai trò gián điệp này cho tới khi tướng Kim bắt đầu tin tưởng tất cả thông tin mà Yoshira báo về.
Một ngày nọ, Yoshira báo với tướng Kim Cảnh Thụy rằng vào đúng một ngày cụ thể, tướng Nhật Katō Kiyomasa sẽ dẫn hạm đội lớn tấn công bờ biển phía Nam, và nhấn mạnh rằng tướng Lý Thuấn Thần cần chuẩn bị phục kích tại đó. Tướng Kim đồng tình và gửi lời nhắn tới tướng Quyền Lật (권율; Gwon Yul ; 權慄; 1537–1599), hiện đang giữ chức Đạo Nguyên Soái (도원수; 導元帥) của quân đội Triều Tiên. Quyền Lật cấp báo ngay tin tức này lên vua Tuyên Tổ. Đang nóng lòng mong muốn chiến thắng để nới lỏng vòng kìm kẹp của quân Nhật tại Triều Tiên, Vua Tuyên Tổ cho phép tấn công. Khi được Kim tướng quân truyền lệnh này, tướng Lý Thuấn Thần không đồng ý thực hiện, vì ông biết rằng địa điểm ấy hẳn có bàn tay của gián điệp, nơi ấy đầy đá ngầm nên cực kỳ nguy hiểm.
Tướng Kim bẩm tấu chuyện này lên nhà vua. Đối thủ của Lý Thuấn Thần trong triều đình tận dụng cơ hội này thuyết phục nhà vua giao chức vụ của ông cho tướng Nguyên Quân, cựu chỉ huy hạm đội phía Tây của đạo Gyeongsang và là chỉ huy lực lượng bộ binh đạo Jeolla. Họ cũng xin nhà vua bắt giam Lý Thuấn Thần.
Hệ quả là vào năm 1597 Lý Thuấn Thần bị bãi chức chỉ huy và bị bắt giữ, chịu giam cầm và tra tấn trong xiềng xích của nhà ngục ở thành Hanseong. Lý Thuấn Thần bị tra tấn gần chết bằng các hình thức đơn giản như đánh gậy, quật roi, hay thậm chí bằng các trò cổ xưa như đập gẫy chân. Vua Tuyên Tổ muốn xử tử Lý Thuấn Thần, nhưng thật may những người ủng hộ ông ở trong triều, nhất là thượng thư Trịnh Trác (정탁; Jeong Tak; 鄭琢; 1526–1605), đã hết sức thuyết phục nhà vua tha mạng cho ông vì những đóng góp cho đất nước. Lãnh nghị chính Liễu Thành Long, bạn thiếu thời và cũng là người ủng hộ chính của Lý tướng quân, giữ thái độ im lặng trong giờ phút ngàn cân treo sợi tóc đó. Sau khi được tha mạng, Lý Thuấn Thần bị giáng xuống làm lính thường phục vụ dưới trướng của tướng Quyền Lật. Hình phạt này với tướng lĩnh Triều Tiên thời đó còn tệ hại hơn cả cái chết do họ cả đời luôn sống vì danh dự. Tuy vậy, Lý Thuấn Thần vẫn ngoan ngoãn chịu đựng sự sỉ nhục này, ông im lặng thực hiện bổn phận của một người lính bình thường. Mặc dù ông giữ cấp hàm thấp kém, các tướng lĩnh khác vẫn cực kỳ kính trọng ông, vì họ biết rằng vị tướng này chẳng làm gì sai cả. Lý Thuấn Thần tiếp tục làm lính dưới trướng tướng Quyền Lật một thời gian ngắn, sau khi Quyền Lật thiệt mạng trong trận Chilchonryang, Lý Thuấn Thần được phục chức.

### Triều Tiên đại bại trong trận Chilchonryang (Tất Xuyên Lương) - Lý Thuấn Thần được phục chức

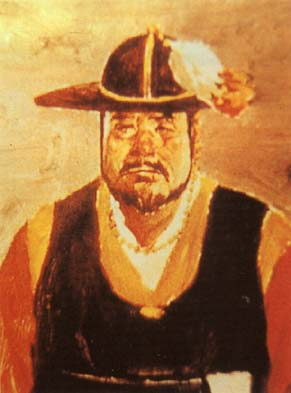
Tướng Nguyên Quân

Trước việc Lý Thuấn Thần bị mất tầm ảnh hưởng cũng như các cuộc đàm phán thất bại năm 1596, Hideyoshi ra lệnh tái tấn công Triều Tiên. Đoàn quân xâm lược lần thứ hai đổ bộ vào tháng 1 năm 1597, bao gồm 140.000 lính được chuyên trở trên 1000 chiếc tàu. Để ứng phó tình hình này, quân Minh gửi hàng ngàn quân cứu viện tới hỗ trợ Triều Tiên. Nhờ sự giúp đỡ của nhà Minh, quân Triều Tiên có thể kìm hãm cuộc tấn công của quân Nhật và đẩy lùi quân địch vào mùa đông năm 1597, trước khi quân Nhật tiến tới được kinh thành Hanseong.
Tại vùng biển ngoài hải phận, người kế nhiệm Lý Thuấn Thần là Nguyên Quân dù nhận được tin tức từ đội do thám nhưng không phản ứng kịp thời, để cho quân Nhật đổ bộ được một lực lượng lớn quân tiếp viện ở cảng Sosang. Mặc dầu thiếu thông tin trinh sát và kế hoạch tác chiến, Nguyên Quân vẫn quyết định huy động toàn bộ lực lượng thủy quân Triều Tiên trong tay ông, bao gồm 150 tàu chiến chở theo 30.000 lính, tất cả đều đã được tướng Lý Thuấn Thần chỉnh đốn và huấn luyện cẩn thận. Hạm đội của Nguyên Quân thả neo ở Yeosu và rồi dong buồm tới vùng biển mà quân Nhật đang mai phục sẵn. Ngày 28 tháng 8 năm 1597, trận chiến Chilchonryang (Tất Xuyên Lương) đã diễn ra. Không nắm được sức mạnh và bố trí của quân địch, Nguyên Quân kinh ngạc khi nhận ra rằng hạm đội Nhật có khoảng từ 500 tới 1000 chiến thuyền đang tiếp cận để đánh giáp lá cà, bất chấp tàu Triều Tiên có ưu thế về hỏa lực và kỹ năng lái tàu. Thủy binh Triều Tiên kiệt quệ chống đỡ trận đánh giáp lá cà, họ bị áp chế hoàn toàn về số lượng và bị tàn sát hàng loạt.
Hạm đội Triều Tiên chỉ còn sót lại 13 tàu chiến của tướng Bae Seol, nhờ vị tướng này kịp cho rút đội tàu của mình trước khi bị quân địch tấn công toàn diện. Sau khi hạm đội Triều Tiên bị tiêu diệt, tướng Nguyên Quân và tướng Lý Ức Kỳ, cùng đoàn người sống sót, rút chạy tới một hòn đảo. Nhưng quân Nhật từ một pháo đài gẫn đó đã chờ sẵn và giết tất cả bọn họ. Trận Chilchonryang là trận chiến thủy quân duy nhất mà phe Nhật giành chiến thắng trong suốt cuộc chiến xâm lược Triều Tiên. Khi triều đình nghe tin báo về thảm họa này, vua Tuyên Tổ ngây lập tức ân xá và phục chức cho tướng Lý Thuấn Thần trở lại làm chỉ huy hạm đội Triều Tiên nhỏ bé còn lại.

### Trận Myeongnyang (Minh Lương), năm 1597

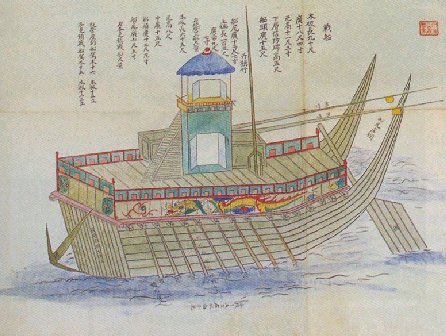
Tranh vẽ tàu Panokseon (Bản Ốc Thuyền) của Triều Tiên. Trong trận Myeongnyang, phía Triều Tiên chỉ có 13 tàu Panokseon

Đô đốc Lý Thuấn Thần huy động được 13 tàu chiến và tập trung được 200 thủy binh còn sống sót. Tính cả soái hạm, toàn hạm đội của ông có 13 tàu, không có chiếc thuyền mai rùa nào. Tin rằng hạm đội Triều Tiên không bao giờ khôi phục lại được nữa, vua Tuyên Tổ hạ lệnh cho Lý Thuấn Thần rời bỏ hạm đội và dẫn quân hợp nhất với lực lượng bộ binh đặt dưới sự chỉ huy của tướng Gwon Yul (Quyền Lật). Lý Thuấn Thần trình lên nhà vua một lá thư: "...dưới quyền chỉ huy của hạ thần vẫn còn 12 chiến thuyền và hạ thần vẫn còn sống, do đó quân địch sẽ không bao giờ yên ổn ở Tây Hải cả (tức biển Hoàng Hải, đây vùng nước nằm gần thành Hanseong (Hán Dương, tức Seoul) nhất."
Phấn khích sau chiến thắng ở Chilchonryang, các đô đốc Nhật là Kurushima Michifusa, Todo Takatora, Kato Yoshiaki, và Wakisaka Yasuharu đem theo hạm đội hơn 300 tàu rời cảng Busan, tự tin đánh bại được đô đốc Lý Thuấn Thần. Việc loại bỏ được hạm đội Triều Tiên đồng nghĩa rằng nhu yếu phẩm và quân tiếp viện sẽ dễ dàng từ Nhật chuyển tới, để chuẩn bị cho các cuộc tấn công bộ binh vào thành Hanseong và các nơi khác xa hơn.
Sau khi khảo sát kỹ lưỡng các nơi có khả năng trở thành chiến trường, vào tháng 10 năm 1567, tướng Lý Thuấn Thần phái một tàu chiến di chuyển nhanh tới gần căn cứ thủy quân Nhật để dụ hạm đội Nhật đuổi theo vào eo biển Myeongnyang. Quân Nhật tưởng đó là tàu trinh sát của Triều Tiên và đoán nếu bám đuôi nó sẽ tìm được nơi tướng Lý Thuấn Thần đóng quân, nếu vậy họ sẽ có cơ hội hủy diệt tàn dư còn sót lại của hạm đội Triều Tiên. Quân Nhật không nhận ra rằng chính họ đang rơi vào cái bẫy được tính toán cẩn thận.
Có vài lý do khiến tướng Lý Thuấn Thần quyết định chọn đây làm nơi đánh địch. Eo biển Myeongnyang có các dòng hải lưu, xoáy nước và xoáy nước ngược mạnh đến độ tàu thuyền chỉ có thể tiến vào an toàn tại một số thời điểm. Dòng biển bắc-nam đổi hướng cứ sau ba giờ đồng hồ, qua đó hạn chế thời gian quân Nhật có thể phát động đợt tấn công. Eo biển này cũng đủ hẹp để quân Nhật không thể đánh thọc sườn hoặc bao vây hạm đội Triều Tiên vốn ít ỏi về số lượng tàu chiến. Bóng tối tạo bởi các ngọn đồi núi xung quanh cũng giúp tàu chiến Triều Tiên ẩn náu. Vào ngày huyết chiến, trời giăng sương mù dày đặc, càng khiến cho tàu địch khó phát hiện hạm đội Triều Tiên hơn. Chính vì thế, cho dù bị áp đảo hoàn toàn, đô đốc Lý Thuấn Thần đã sử dụng yếu độ địa hình để vô hiệu hóa ưu thế số lượng của thủy quân Nhật.
Hạm đội tàu chiến Nhật với xấp xỉ 333 tàu (133 tàu chiến, ít nhất 200 tàu hậu cần) tiến vào eo biển Myeongnyang theo từng đội. Tàu Nhật đi qua eo biển đang bị 13 tàu Triều Tiên náu mình phục kích trong bóng tối của núi non xung quanh, sẵn sàng phóng tên và nổ pháo. Cách đánh giáp lá cà của quân Nhật tỏ ra không hiệu quả và không chọc thủng được màn hỏa lực tầm xa áp đảo của quân Triều Tiên. Cuối cùng, dòng hải lưu khó đoán định đã tàn phá quân Nhật, tàu chiến của họ rơi vào trạng thái không thể điều khiển được và đâm sầm vào nhau mỗi khi dòng biển đổi chiều, đồng thời trở thành mục tiêu tuyệt hảo cho hải pháo Triều Tiên.
Tướng Lý Thuấn Thần đã đánh tan tác lực lượng trội hơn quân của ông 25 lần. Khoảng 31 tàu Nhật tiến vào eo biển Myeongnyang đã bị phá hủy hoặc hư hại nặng. Trong khi đó, tổn thất của Triều Tiên chỉ là khoảng mười người thương vong và không mất tàu nào. Kurushima Michifusa bị cung thủ Triều Tiên bắn chết trên soái hạm. Quân Triều Tiên tìm được thi thể của ông ta, họ chặt đầu và treo thủ cấp lên nhằm làm nhụt sĩ khí của quân Nhật.
Chiến thắng thần kỳ của đô đốc Lý Thuấn Thần trong trận Myeongnyang đã đảo chiều toàn bộ cục diện cuộc chiến kháng Nhật. Lực lượng bộ binh Nhật đang sắp sửa tấn công Hanseong bị cắt đứt nguồn cung cấp quân nhu và tiếp viện, buộc phải thoái lui.
Ngày nay, chiến thắng này được kỷ niệm trọng thể tại Triều Tiên như là một trong những chiến thắng vĩ đại nhất của Lý tướng quân. Chưa từng có trận xung đột nào mà phe bị áp đảo về lực lượng lại giành được chiến thắng lẫy lừng đến vậy, điều đó khiến sự kiện này trở thành một trong những chiến công hiển hách nhất trong lịch sử hải chiến.  

Bản đồ trận Noryang

### Trận chiến Noryang (Lộ Lương) năm 1598 và sự hy sinh của Lý đô đốc
Vào ngày 15 tháng 12 năm 1598, một hạm đội Nhật khổng lồ dưới sự chỉ huy của Shimazu Yoshihiro đã tập kết tại vịnh Sachon, phía đông eo biển Noryang (Lộ Lương). Mục tiêu của Shimazu là phá vòng vây ở Konishi Yukinaga, hội quân với hạm đội Nhật đang bị bao vây, rồi cùng dong buồm về Nhật. Trong lúc đó, Lý đô đốc đã biết chính xác vị trí của quân Shimazu nhờ thông tin của đội trinh sát và của ngư dân địa phương.
Lúc này, hạm đội Triều Tiên bao gồm 82 tàu panokseon (bản ốc thuyền), ba thuyền mai rùa và 8.000 lính. Hạm đội quân Minh, dưới sự chỉ huy của Trần Lân (陳璘) có sáu tàu chiến lớn, 52 tàu chiến nhỏ và hai tàu panokseon (do Lý đô đốc chuyển giao cho Trần Lân), cùng với 5.000 lính Quảng Đông và 2.600 lính thủy quân Minh quốc đang phục vụ trên tàu Triều Tiên.
Trận chiến mở màn lúc hai giờ sáng ngày 16 tháng 12 năm 1598. Giống như trong các trận chiến trước của Lý Thuấn Thần, lần này quân Nhật cũng không thể ứng phó hiệu quả trước chiến thuật của Triều Tiên. Địa hình chật hẹp của eo biển Noryang cản trở đội hình hàng ngang, chiến thuật tài tình của Lý đô đốc cũng ngăn cản quân Nhật đổ bộ lên tàu chiến Triều Tiên - cách tác chiến chính của quân Nhật.
Khi quân Nhật thoái lui, Lý Thuấn Thần hạ lệnh đánh đuổi theo. Chính lúc này, một viên đạn hỏa mai bay lạc từ tàu địch đã bắn trúng vùng gần nách trái Lý đô đốc. Nhận đấy vết thương nghiêm trọng và sợ trận thua Chilchonryang sẽ tái diễn, ông trăng trối, "Cuộc chiến này đang ở lúc ác liệt nhất, hãy khoác chiến bào của ta và nổi trống trận lên. Đừng loan báo cái chết của ta." Ông qua đời ngay sau đó.
Chỉ có hai người chứng kiến phút lâm chung này, đó là Yi Hoe - con trưởng của Lý Thuấn Thần, và Yi Wan - cháu họ ông. Con và cháu của Lý đô đốc cố gắng lấy lại bình tĩnh và đưa thi hài của đô đốc vào khoang tàu của ông trước khi ai đó trông thấy. Từ đó cho tới hết trận chiến, Yi Wan khoác lên người giáp bào của Lý đô đốc và tiếp tục nổi trống thôi thúc đà tấn công.

#### Tình bằng hữu với tướng Trần Lân
Suốt trận chiến, Trần Lân và Lý Thuấn Thần là đồng minh và chiến hữu, họ sát cánh giúp đỡ và ứng cứu nhau không ít lần. Khi Trần Lân gọi Lý đô đốc để nói lời cảm tạ ơn ứng cứu, ông đã gặp Yi Wan và nghe báo tin Lý đô đốc đã hy sinh. Người ta kể rằng Trần Lân chấn động đến nỗi ngã quỵ ba lần, rồi tự đấm vào ngực và gào khóc. Tin Lý đô đốc qua đời nhanh chóng lan khắp hạm đội quân đồng minh. Toàn bộ quân Triều Tiên và Minh Quốc cất tiếng khóc tiếc thương ông. Trần Lân sau đó đã gửi tin thông báo cho vua Vạn Lịch về cái chết của Lý đô đốc. Minh đế hạ chiếu chỉ ban phần thưởng và lời khen cho Trần Lân và Lý Thuấn Thần. Kể từ đó, Trần Lân và Lý Thuấn Thần được coi như những anh hùng quốc gia của Triều Tiên. Vì chiến công kháng Nhật và tình bằng hữu với Lý đô đốc, khi nhà Minh sụp đổ, con cháu của Trần Lân được chào đón tị nạn ở Triều Tiên và trở thành dòng tộc Quảng Đông Trần thị.

## Danh hiệu
Triều đình sau đó ban cho ông nhiều danh hiệu khác nhau, bao gồm thụy hiệu Trung Võ công (忠武公 / 충무공), truy phong ông làm Tuyên vũ đệ nhất công thần (宣武一等功臣 / 선무일등공신), Lãnh nghị chính (領議政 / 영의정) và Đức phong Phủ viện quân (德豊府院君 / 덕풍부원군). Ông còn được Minh Thần Tông ban tặng danh hiệu Trứ danh Thủy quân Đô đốc (著名水軍都督 / 유명수군도독).
Trước khi qua đời, tước vị của ông là Tam đạo Thủy quân Thống chế sứ (三道水軍統制使 / 삼도 수군 통제사), có nghĩa là "Tư lệnh Thủy quân của ba đạo", danh hiệu này được duy trì như tước của các chỉ huy của thủy quân nhà Triều Tiên cho đến tận năm 1896. Ông nổi danh là một trong số ít các đô đốc thủy quân toàn thắng (ít nhất là 23 trận liên tiếp).

## Di sản

### Đánh giá về tài năng quân sự

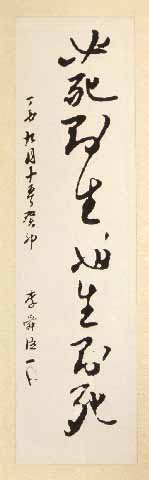
"Ai sẵn sàng chết sẽ sống, và ai sẵn sàng sống sẽ chết." (必死卽生, 必生卽死) – Đô đốc Yi.

Các nhà quân sự như Joseph Cummins và George Alexander Ballard so sánh ông với Horatio Nelson. 
Người Anh luôn thấy khó chấp nhận được rằng có ai đó sánh ngang với Nelson về sự nghiệp quân sự, nhưng nếu cần nêu tên một người, đó hẳn phải là vị chỉ huy thủy quân vĩ đại người Á Đông, người chưa từng nếm mùi thất bại và đã hy sinh ngay trước mặt quân thù; biên niên sử về cuộc đời của ông được dựng nên từ hàng trăm xác tàu chiến Nhật cùng với đoàn thủy thủ dũng cảm của họ chìm nghỉm dưới đáy biển, ngoài khơi bán đảo Triều Tiên... và phải nói thật không hề phóng đại rằng dường như thủy chung ông chưa từng phạm phải một sai lầm nào, bởi vì các chiến tích của ông, dưới mỗi hoàn cảnh khác nhau, đều cực kỳ hoàn hảo, đánh đổ mọi sự chỉ trích... Sự nghiệp cả đời của ông có thể tóm lược bằng một câu rằng, cho dù không có các bài học lịch sử để chỉ đường dẫn lối, ông vẫn phát động một cuộc chiến trên biển và kết thúc bằng sự hy sinh cao thượng cho đất nước giống như một đấng vệ quốc. (The Influence of the Sea on The Political History of Japan [Ảnh hưởng của biển tới Lịch sử chính trị Nhật Bản], trang. 66–67.)
Nguyên soái hải quân Togo coi Lý Thuấn Thần là bậc thầy của mình. Tại một bữa tiệc tôn vinh Togo, ông bày tỏ phản đối bài diễn văn so sánh ông với Huân tước Nelson và tướng Lý Thuấn Thần. 
So sánh tôi với Nelson thì cũng được, nhưng đừng so với tướng Triều Tiên Lý Thuấn Thần, bởi vì không ai bằng ông ấy được. (The Imjin War [Cuộc chiến Nhâm Thìn], Samuel Hawley, trang. 490)
Trước trận hải chiến Tsushima, thiếu tá Kawada viết trong hồi ký rằng:
...tự nhiên chúng tôi không thể không nhớ tới tướng Triều Tiên Lý Thuấn Thần, vị chỉ huy trên biển đầu tiên của thế giới, ông có phẩm cách, chiến lược, óc sáng tạo, khả năng chỉ huy, trí thông minh và lòng dũng cảm tột bậc, tất cả đều đáng để chúng tôi ngưỡng mộ.  (The Imjin War [Cuộc chiến Nhâm Thìn], Samuel Hawley, trang. 490)
Đô đốc Tetsutaro Sato của Hải quân Đế quốc Nhật Bản đã nhắc đến tên Lý Thuấn Thần trong cuốn sách của mình, xuất bản năm 1908:
Xuyên suốt lịch sử, có một số ít vị tướng gặt hái được thành công trong chiến thuật tấn công trực diện, tấn công đột kích, tập trung và phân tán lực lượng. Napoleon, bậc thầy về nghệ thuật dùng tổng thể để chinh phục bộ phận, có thể coi là một vị tướng như vậy. Còn hai vị tướng nữa, hai thiên tài chiến thuật còn tài giỏi hơn nữa, đó là: ở phương Đông là Lý Thuấn Thần của Triều Tiên, và ở phương Tây là Horatino Nelson của Anh quốc. Không phải bàn cãi, Lý Thuấn Thần là vị tướng chỉ huy thủy quân xuất chúng nhất, mặc dù ghi chép về Cuộc chiến Bảy năm rất sơ sài, và cũng phải nói rằng tài năng sáng giá cùng lòng dũng cảm của ông không được người phương Tây biết tới, bởi chẳng may ông sinh ra ở thời Triều Tiên. Người có thể sánh được với Lý Thuấn Thần cần phải giỏi hơn cả Michiel de Ruyter của Hà Lan. Nelson thua xa Lý Thuấn Thần về nhân cách và liêm chính. Lý Thuấn Thần cũng là nhà phát minh ra chiến thuyền bọc mái có tên thuyền mai rùa. Ông đích thực là chỉ huy vĩ đại, là bậc thầy chiến thuật thủy quân trong ba trăm năm lịch sử. (A Military History of the Empire (Tên tiếng Nhật: 帝國國防史論 - Đế quốc Quốc phòng Sử luận), trang 399)

### Phản ứng của triều đình Triều Tiên
Tướng Lý Thuấn Thần liên tiếp đánh bại quân Nhật trên chiến trường, trong khi ấy, ông vẫn cố gắng bảo toàn sinh mạng cho binh sĩ của mình và luôn quý trọng gia đình binh sĩ. Dân chúng Triều Tiên ủng hộ Lý Thuấn Thần không chỉ vì các chiến công của ông, mà còn vì sự ân cần và lòng cảm kích ông dành cho những người chịu tổn thất vì chiến tranh. Người dân gửi niềm tin mãnh liệt ở Lý tướng quân và không chỉ kính trọng ông như một vị tướng. 

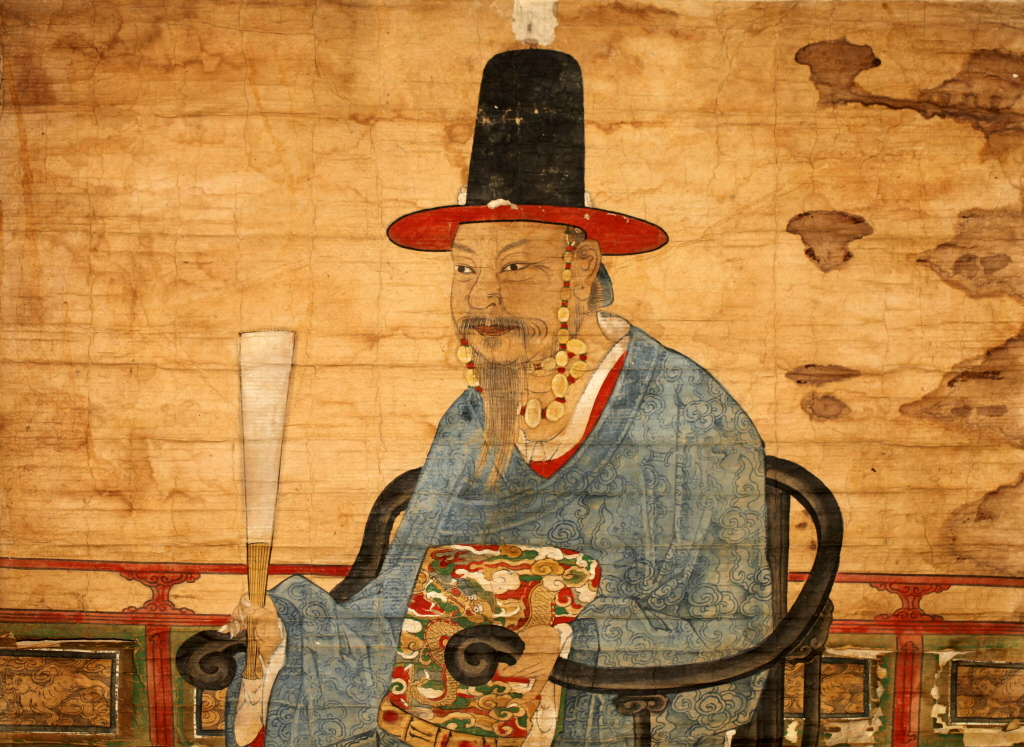
Triều Tiên Tuyên Tổ

Trái lại, vua Tuyên Tổ chẳng làm được gì cả. Triều đình Triều Tiên không bảo vệ được vương quốc và hèn nhát rút lui tới Uiju, bỏ mặc thanh danh bị hủy hoại. Triều đình bị xâu xé bởi nạn bè phái ghen ghét đố kỵ lẫn nhau. Các quan thượng thư khinh thường vị tướng trung lương, tiết tháo này, và thậm chí buông lời gièm pha khiến vua Tuyên Tổ coi Lý tướng quân như là kẻ phản bội tiềm tàng. Không sai khi tin rằng vua Tuyên Tổ và triều thần thực sự run sợ trước các chiến công và danh tiếng vang dội của Lý Thuấn Thần, đấy là lý do khiến vua Tuyên Tổ cho bắt giữ và tra tấn Lý Thuấn Thần. Được quan đại thần Liễu Thành Long (Ryu Seong-ryong), người bằng hữu trung thành, bảo vệ nên Lý Thuấn Thần mới hai lần giữ được mạng.
Giới sử học đã phát hiện được các ghi chép về phản ứng của triều đình Triều Tiên trước cái chết của Lý tướng quân. Ghi chép cho thấy vua Tuyên Tổ thể hiện "thái độ bàng quan", không hề có chút thương tiếc hay bàng hoàng nào cả. Vua Tuyên Tổ chỉ nói với bá quan một câu về Lý tướng quân sau khi tướng quân tử chiến: "Hãy ghi thêm Lý Thuấn Thần vào trong danh sách các công thần trong cuộc chiến tranh này!" (có vẻ như nếu Lý tướng quân không tử chiến thì sẽ không được ghi vào danh sách các công thần Triều Tiên trong cuộc chiến chống Nhật Bản xâm lược này). Gần như tất cả danh hiệu, tưởng phẩm dành cho Lý Thuấn Thần đều được truy tặng sau khi ông qua đời.

## Ảnh hưởng
Nhiều thế kỷ sau, người Nhật cũng ca ngợi ông. Tại buổi mừng công sau chiến thắng trước Hạm đội Baltic của Hải quân Nga năm 1905, khi được so sánh với Horatio Nelson và Lý Thuấn Thần, Đô đốc Togo Heihachiro đã khiêm tốn nói rằng: "Có thể đúng khi so sánh tôi với Horatio Nelson, nhưng riêng Lý đô đốc thì không. Chẳng ai có thể sánh bằng ông ấy cả, ông ấy đơn giản là quá vĩ đại".
Ngày nay, Lý Thuấn Thần được người dân ở cả hai quốc gia Hàn Quốc và Bắc Triều Tiên kính trọng. Tượng đài ông được đặt chính giữa quảng trường Quang Hóa Môn ở trung tâm thủ đô Seoul (Hàn Quốc).
Lý Thuấn Thần xuất hiện trong tựa game di động Mobile Legends: Bang Bang (2016), các phim điện ảnh Đại thủy chiến (2014) và Thủy Chiến Đảo Hansan: Rồng Trỗi Dậy (2022).